# 对TikTok的审查
- 可以使用 TikTok 的国家和地区
- TikTok 可用但被法律禁止的国家和地区
  TikTok 可用但事实上被禁止的国家和地区
- 无法使用 TikTok 的国家和地区

TikTok 在全球的可用性

对TikTok实施禁令的国家地图
允许在所有设备上使用的国家
禁止在政府设备上使用 TikTok 的国家（国家政府；地方政府情况各异）
曾经禁用过TikTok的国家
“法律上”禁止但“实际上”未执行禁令的国家
目前正在执行禁令的国家
已停止下载 TikTok 的国家
使用抖音且封禁TikTok的国家未显示：在欧盟和北约设备上被禁止；在澳门任何设备上均未被禁止

许多国家过去或现在都对视频分享社交网络TikTok施加了限制，对政府设备的禁令通常源于对中国共产党的网络管理机关和中华人民共和国政府可能访问数据的国家安全担忧，其他禁令则涉及儿童人权和色情作品等不良信息。

## 非洲

### 塞内加尔
2023年8月，塞内加尔在反对派领导人奥斯曼·松科被捕后封锁了TikTok。10月，该国表示在解除禁令之前，需与该平台签署一份全面的监管协议。

### 
2023年8月21日，索马里通信部宣布禁止TikTok（以及Telegram和1xBet），理由是传播宣传和不雅内容，但这一禁令尚未执行。
有人向肯尼亚提出了一项禁止TikTok的请愿书。然而，这主要是关于平台上的不受监管内容，而非政府间接压制网络批评。

## 亚洲

### 阿富汗
2022年4月，塔利班政府发言人伊纳穆拉·萨曼加尼（Inamullah Samangani）表示，该应用将因“误导年轻一代”而被禁，且TikTok的内容“不符合伊斯兰法律”。

### 亞美尼亞
2020年10月，亚美尼亚的TikTok用户报告称应用功能丧失，但尚未证实这是否是亚美尼亚政府因2020年第二次纳戈尔诺-卡拉巴赫战争期间阿塞拜疆方面利用该应用传播虚假信息所采取的措施。

### 
2020年9月27日，阿塞拜疆公民注意到多个社交平台（包括TikTok、Facebook、Twitter、LinkedIn、YouTube等）受到限制。NetBlocks通过Twitter确认了这些限制。根据阿塞拜疆交通、通信和技术部的说法，这些限制旨在防止亚美尼亚在长期的纳戈尔诺-卡拉巴赫冲突期间进行大规模挑衅。
2022年9月14日，阿塞拜疆限制访问tiktok。11月5日，限制被解除。
2023年9月19日，由于2023年纳戈尔诺-卡拉巴赫攻势，阿塞拜疆再次限制访问TikTok。10月31日，限制被解除。
2018年11月，孟加拉国政府作为打击色情和赌博网站的一部分，封锁了TikTok应用的互联网访问。孟加拉国邮政和通信官员穆斯塔法·贾巴尔说：“我想为所有孟加拉国人，包括儿童，创建一个安全可靠的互联网。这是我对色情的战争，并且这将是一场持续的战争”。

2020年8月，孟加拉国政府要求TikTok移除该国上传的10个视频。结果，孟加拉国政府解除了对TikTok的禁令。

2021年6月，人权组织“法律与生活基金会”向孟加拉国政府发出法律通知，寻求禁止如TikTok、PUBG和Free Fire—我要活下去等“危险和有害”应用，但未得到回应。随后，该组织的律师向高等法院提出请愿，表达了组织的担忧。2020年8月，高等法院鼓励孟加拉国政府禁止如TikTok、PUBG和Free Fire等“危险和有害”应用，以“拯救儿童和青少年免受道德和社会堕落”。

### 中国大陆
在中国大陆，完全禁止使用TikTok。在中国大陆用户必须通过VPN翻墙才能使用TikTok

### 香港
2020年7月，TikTok发言人表示，考虑到近期事件（香港国安法的颁布实施），公司决定停止在香港营运TikTok。字节跳动行政总裁张楠表示，抖音将继续为香港用户提供服务。

### 印度

#### 2019年禁令
2019年4月3日，马德拉斯高等法院在审理一项公益诉讼时，要求印度政府禁止该应用，理由是它“鼓励色情”和展示“不当内容”。法院还指出，使用该应用的未成年人有被性侵犯者盯上的风险。法院进一步要求广播媒体不得播放来自该应用的任何视频。TikTok发言人表示，他们遵守当地法律，并在等待法院命令副本后采取行动。4月17日，谷歌和苹果分别在印度的Google Play和App Store (iOS/iPadOS)中下架了TikTok。由于法院拒绝重新考虑禁令，该公司表示他们已删除了超过600万违反其内容政策和指南的视频。

2019年4月25日，在TikTok开发商字节跳动科技公司提出请求后，马德拉斯高等法院撤销了禁令。TikTok在官方媒体声明中表示：“我们致力于不断增强我们的安全功能，以证明我们对印度用户的持续承诺”。印度的TikTok禁令可能导致该应用损失1500万新用户。

#### 2020年禁令
2020年6月29日，印度电子信息技术部全面禁止了TikTok及其他58款中国应用，声明这些应用“有损印度主权和完整、印度国防、国家安全和公共秩序”。禁令是对印度和中国军队在拉达克和中国西部边界争议地区发生的2020年中印边境冲突的回应。在2017年，两国军队在世界上人口最多的两国之间发生了一次小规模冲突后，印度军方要求其部队从设备中删除数十个中国应用，出于国家安全考虑。这些应用包括微博、UC浏览器和Shareit等，当时被删除，现在完全被禁止。

印度政府表示，决定禁令是为了“保护13亿公民的数据和隐私”，并且要阻止技术“窃取和秘密传输用户数据到未经授权的海外服务器”。

互联网自由基金会执行主任阿帕尔·古普塔表示，审查缺乏明确的国家安全标准，并且“影响了比以往任何时候都多的印度人”。一位风险投资投资者表示，这是一种迎合民众的“感觉良好”措施，指的是禁令，并表示世界有权做中国长期以来在自己国家所做的事情。

### 印度尼西亞
2018年7月3日，印度尼西亚暂时禁止TikTok，印度尼西亚政府指责它传播“色情、不当内容和亵渎”。印尼通信和信息部长鲁迪安塔拉说：“该应用有很多负面和有害内容，尤其是对儿童”，并补充说，“一旦TikTok能够保证他们可以保持内容干净，就可以重新开放”。TikTok迅速回应，承诺雇佣20名员工来审查印尼的TikTok内容，八天后禁令被解除。

### 伊朗
由于TikTok的规定和伊朗的审查制度，伊朗人无法访问TikTok。

### 约旦
2022年12月17日，约旦在一名警察在与抗议者的冲突中死亡后宣布暂时禁止TikTok。12月23日，约旦当地媒体报道，平台在六天暂停后恢复正常。2023年5月，据报道该应用仍然被禁，匿名政府消息人士称公司尚未遵守所有要求。

### 
2023年8月，当局以儿童发展的担忧为由禁止使用TikTok。
2024年4月19日，吉尔吉斯共和国正式发布禁令，禁止在吉尔吉斯使用TikTok。

### 尼泊尔
主条目：尼泊尔禁止TikTok

2023年11月13日，尼泊尔政府宣布禁止TikTok。禁令的主要原因据报道是“视频应用的滥用”扰乱了社会和谐，并且有越来越多的需求控制它。

### 巴基斯坦
截至2021年11月的15个月中，巴基斯坦电信管理局（PTA）对TikTok实施并解除过四次禁令。

2020年10月，巴基斯坦因“淫秽、不雅和低俗”内容下令禁止TikTok。十天后，在字节跳动表示将删除有争议的TikTok内容并封锁上传“色情和恋童内容”的用户后，禁令被撤销。

2021年3月，旁遮普省一名居民提出请愿，指责TikTok平台被用于推广犯罪并美化短视频中的毒品和武器使用，呼吁PTA再次禁止该应用。根据旁遮普居民的法律代表莎拉·阿里·汗的说法，PTA宣布TikTok未能充分证明其有能力审查“淫秽”和“不雅”内容。即使在2021年1月至3月期间删除了超过600万个视频，PTA仍不满意并彻底禁止了该应用。2021年4月，TikTok向PTA保证会“过滤和审查内容”后，禁令被解除。

2021年6月28日，信德高等法院命令PTA恢复对TikTok的禁令，理由是“传播淫秽和低俗内容”。2021年6月30日，PTA宣布再次封锁公民访问TikTok的权限。三天后，法院撤销了这一决定。

2021年7月20日，PTA因平台上“持续存在不当内容及其未能移除这些内容”为由，再次对TikTok实施禁令。PTA在一份声明中表示：“经过持续接触，平台高级管理层向PTA承诺将采取必要措施，根据当地法律和社会规范控制非法内容”。因此，2021年11月19日，PTA再次撤销了巴基斯坦第四次对TikTok的禁令。PTA在推特上表示，他们“将继续监控平台，以确保不传播与巴基斯坦法律和社会价值观相悖的非法内容”。

### 菲律賓
菲律宾众议院提交了一项禁止TikTok的法案。2024年5月，马尼拉第六区代表比恩维尼多·阿班特提交了第10489号众议院法案，提议禁止TikTok及其他“外国对手控制”的社交平台。然而，信息和通信技术部更倾向于对TikTok和类似应用进行监管和监控，而不是完全禁止。

菲律宾武装部队还命令其人员避免在个人和政府设备上使用TikTok，担心中国的间谍行为。该命令在2024年2月公布，但已实施“很长时间”。

### 中華民國（臺灣）
由于台湾海峡的紧张局势，台湾政府在2025年5月在Google Play以及IOS設備上小部分停止提供TikTok，并正在考虑将禁令扩大至全臺。已安裝使用者暫時不受影響及限制。

2022年，台湾政府就已經禁止公共部门设备使用TikTok，担心中共当局利用该应用对台湾进行“认知战争”。

### 
2021年7月2日，Uzkomnazorat将TikTok列入违反个人数据法律的名单中，从乌兹别克斯坦IP地址无法访问。

## 欧洲
2023年2月，欧洲委员会和欧洲理事会禁止在官方设备上使用TikTok。法国总统埃马纽埃尔·马克龙称该应用“看似无害”，并在2022年11月访问美国时表示希望对其进行监管。

2023年3月31日，北约宣布禁止在所有北约发行的设备上使用TikTok，理由是出于安全考虑。

### 奥地利
2023年5月，在奥地利情报机构和多位部长专家的建议下，奥地利联邦政府决定禁止联邦雇员在工作设备上私人使用和安装TikTok。

### 比利时
2023年3月，比利时禁止在所有联邦政府工作设备上使用TikTok，理由是网络安全、隐私和虚假信息的担忧。

### 丹麦
2023年3月，丹麦国防部禁止在工作设备上使用TikTok。

### 爱沙尼亚
2023年3月29日，信息技术和外贸部长Kristjan Järvan宣布，TikTok应用将被禁止在国家发行给官员的智能手机上使用和安装。在接受每日《Eesti Päevaleht》采访时，Järvan表示该应用将从集中管理的智能手机上移除，并从本月起禁止安装。

### 法國
2022年，法国总统埃马纽埃尔·马克龙指责TikTok审查内容并促使年轻人上网成瘾。
2023年3月，法国禁止所有“娱乐应用”，包括TikTok和其他应用如Twitter、Instagram和Netflix，以及游戏如Candy Crush在政府雇员的手机上使用，原因是数据安全措施不足。通信用途的例外可以获得授权。
在2024年新喀里多尼亚骚乱期间，政府发布了对TikTok的禁令。

### 爱尔兰
2023年4月21日，国家网络安全中心发布了更新的建议，建议不要在官方公共部门设备上安装或使用TikTok。

### 拉脫維亞
2023年3月，拉脱维亚外交部禁止在工作设备上使用TikTok，理由是出于安全考虑。

### 馬爾他
马耳他信息技术局（MITA）阻止了TikTok在所有政府设备上的使用，除非用户有“标准+”互联网套餐。

### 荷蘭
2022年11月，荷兰总务部建议政府人员“暂停使用TikTok，直到TikTok调整其数据保护政策”。2023年3月，政府命令官员删除工作手机上的应用。

### 挪威
2023年3月，挪威总理约纳斯·加尔·斯特勒根据挪威国家安全局的建议，禁止部长、国务秘书和政治顾问在工作手机和平板电脑上使用TikTok。

### 俄羅斯
2022年3月，俄罗斯通过《假新闻法》，将传播反对其乌克兰战争的“虚假信息”定为刑事犯罪。TikTok在推特发文，宣布暂停俄罗斯的新视频上传和直播功能。

### 英国
2023年3月，英国政府宣布，由于对该应用处理用户数据的担忧，TikTok将在部长和其他员工使用的电子设备上被禁止。同月，BBC要求所有员工删除设备上的TikTok，除非该应用用于工作目的，该网络也据称正在考虑对该应用进行禁令。

## 北美洲

### 加拿大
2023年2月，在加拿大首席信息官审查TikTok之后，加拿大政府禁止在所有政府发行的设备上使用该应用。2023年9月，加拿大联邦政府根据《加拿大投资法》开始对TikTok进行国家安全审查。

随后，加拿大所有省和地区政府都禁止在政府发行的设备上使用该应用，包括阿尔伯塔省、不列颠哥伦比亚省、曼尼托巴省、新不伦瑞克省、纽芬兰与拉布拉多省、西北地区、新斯科舍省、努纳武特地区、安大略省、爱德华王子岛省、魁北克省、萨斯喀彻温省和育空地区。

### USA

美国各州政府设备禁止使用TikTok地图
颁布的禁令
没有禁令

### 美国

#### 政府设备上的禁令
TikTok已被禁止在美国联邦政府拥有的设备上使用，虽然有一些例外。至少有34个州在州政府发行的设备上也禁止了该应用。这些禁令通常不禁止平民在个人设备上使用该应用。一些大学禁止在校园Wi-Fi和大学拥有的计算机上使用TikTok。纽约市禁止在市政府拥有的设备上使用该应用。

#### 全面禁令
2023年5月，蒙大拿州成为第一个通过全面禁令的美国州，这使得从2024年1月1日起，应用商店在蒙大拿州内允许下载TikTok成为非法。然而，联邦法官在2023年11月阻止了该州禁令的生效。
2024年3月，美国众议院通过了H.R.7521法案，该法案将有效禁止TikTok，除非它在法案成为法律后180天内从字节跳动剥离。如果该法案通过美国参议院，美国总统乔·拜登同意签署该法案。4月，众议院通过了H.R.8038法案，将修改后的法案纳入一项外援计划中。剥离期延长至270天，并有进一步延长90天的选项。该法案随后在下一周通过了美国参议院，并于2024年4月24日由总统乔·拜登签署成为法律。
2024年12月6日，美國哥倫比亞特區聯邦巡迴上訴法院駁回TikTok上訴的論點，維持TikTok在2025年1月19日前「不賣就禁」判決，認為美國政府有權禁止TikTok，因為TikTok的中國母公司字節跳動可能在中國政府壓力下提供美國1.7億用戶數據，對美國構成國家安全風險，禁令未違反美國憲法第一修正案所保護的言論自由，不過美國總統當選人特朗普在競選期間曾經反對禁用TikTok。上訴法院作出裁決後，美國國會兩黨議員均對判決表達支持，美國眾議院中共問題特設委員會主席約翰·穆勒納爾稱法院判決是「美國人民和TikTok用戶的勝利，也是中國共產黨的損失」。字節跳動隨即向美國最高法院提出上訴，將案件拖延至特朗普第二任期，各界關注即將再次出任總統的特朗普會如何處理。
2025年1月18日当地时间晚上，TikTok公司通知美国用户，由于美官方禁令19日起生效，TikTok软件将暂时对用户停止服务。
2025年美國东部時間1月18日晚上22点30分（北京时间1月19日上午11点30分），字节跳动终止了TikTok对美国用户的服务，美国用户無法在TikTok上閱覽短視頻。除非使用特别技术手段外，大多数美国用户在打开TikTok时会和香港及印度用户一样看见停止服务的提示。TikTok停止服务的提示在提及TikTok停止服务的同时还提及到美国后任总统特朗普可能会与TikTok合作解决TikTok问题的事宜。同時TikTok从App Store和Google Play的美國區商店下架。但在美国西部时间1月19日早上9点30分（北京时间1月20日凌晨1点30分），在美国后任总统特朗普对TikTok的美国业务涉事公司合法运营做出必要的澄清和法律保证后不久，TikTok又恢复了对美国用户的服务。TikTok方面对特朗普的保证表示感谢。2月14日，TikTok于美区App Store和Google Play商店恢复上架。有消息指中美尚未达成协议仍在谈判。

#### 批评
美国的禁令和试图禁令引发了关于虚伪、保护主义和未能解决用户数据隐私问题的反对。批评者认为潜在的禁令是对言论自由的攻击。

禁令的支持者提到了中国对美国政治话语的操控以及数据隐私问题。

## 大洋洲

### 
2023年3月7日，《堪培拉时报》报道称，68个澳大利亚联邦机构已在与工作相关的移动设备上禁用了TikTok。自由党参议员詹姆斯·帕特森呼吁在所有政府相关设备上实行联邦禁令。
一些州政府已经考虑在官方政府设备上禁止使用该应用。2023年3月14日，新南威尔士州成为第一个考虑禁用该应用的州，三天后，西澳大利亚州和澳大利亚首都领地也紧随其后。维多利亚州也在考虑在政府工作人员的手机上禁用该应用。
2023年3月21日，联邦政府开始对该应用进行审查。预计这次审查将禁止在所有官方政府设备上使用TikTok。据报道，一些政客由于禁令开始使用一次性手机。

2023年4月4日，TikTok被禁止在所有政府设备上使用，包括政客的手机。

### 新喀里多尼亞
2024年5月16日，在针对选举法修改的抗议活动（2024年新喀里多尼亚骚乱）后，法国在新喀里多尼亚临时禁止了TikTok。这是法国领土上首次因平民使用而禁止社交网络。

### 新西兰
2023年3月17日，新西兰议会服务处基于网络安全问题和国家通信安全局（GCSB）的建议，在连接到议会的设备上禁用了TikTok。GCSB部长安德鲁·利特尔最初排除了对TikTok的禁令。
1. ↑  Maheshwari, Sapna; Holpuch, Amanda. . 纽约时报中文网. 2023-03-06  [2024-06-16]. （原始内容存档于2024-07-31） （zh-cmn-hans）.
2. ↑  . 美国之音. 2024-04-26 （中文）.
3. ↑  . www.guancha.cn.   [2024-06-16]. （原始内容存档于2024-06-16）.
4. 1 2  . Yahoo News. 2023-08-21 （中文（臺灣））.
5. ↑  . TKTOC运营导航.   [2024-06-16]. （原始内容存档于2024-06-16） （中文（中国大陆））.
6. ↑  . www.zaobao.com.sg.   [2024-06-16]. （原始内容存档于2024-06-16） （中文（简体））.
7. ↑  . 東方網 馬來西亞東方日報. 2022-04-22 （中文（简体））.
8. ↑  . BBC News 中文.   [2024-06-16]. （原始内容存档于2020-11-20） （中文（简体））.
9. ↑  . Apa.az.   [2025-02-10]. （原始内容存档于2025-04-06） （英语）.
10. ↑  . Apa.az.   [2025-02-10]. （原始内容存档于2025-04-06） （英语）.
11. ↑  . Apa.az.   [2025-02-10]. （原始内容存档于2025-04-06） （英语）.
12. ↑  . 阿塞拜疆通讯社.   [2025-02-10]. （原始内容存档于2025-04-06） （英语）.
13. ↑  . 中国数字时代. 2020-08-09  [2024-06-16]. （原始内容存档于2024-06-16） （中文（中国大陆））.
14. ↑  . news.17173.com.
15. ↑  . blog.csdn.net.   [2024-06-16]. （原始内容存档于2024-06-16）.
16. ↑  . 路透社. 2020-07-07.
17. ↑  崔德興. . 香港01. 2020-07-07  [2025-01-23]. （原始内容存档于2021-08-07） （中文（香港））.
18. ↑  . www.cifnews.com.   [2024-06-16]. （原始内容存档于2024-06-16） （英语）.
19. ↑  . duchuang.sznews.com.   [2024-06-16]. （原始内容存档于2024-06-16）.
20. ↑  Abi-Habib, Maria. . 纽约时报中文网. 2020-06-30  [2024-06-16]. （原始内容存档于2024-06-16） （zh-cmn-hans）.
21. ↑  . BBC News 中文 （中文（简体））.
22. ↑  . 美国之音. 2020-07-01  [2024-06-16]. （原始内容存档于2024-06-16） （中文）.
23. ↑  Zhong, Raymond; Schultz, Kai. . 纽约时报中文网. 2020-07-01 （zh-cmn-hans）.
24. ↑  . Al Jazeera.   [2024-06-16]. （原始内容存档于2024-06-16） （中文（简体））.
25. ↑  . www.xinhuanet.com.
26. ↑  . it.people.com.cn.   [2024-06-16]. （原始内容存档于2024-06-16）.
27. ↑  . finance.sina.com.cn. 2018-07-04  [2024-06-16]. （原始内容存档于2024-06-16）.
28. ↑  . www.sohu.com.
29. ↑  . m.jiemian.com.   [2024-06-16]. （原始内容存档于2024-06-16）.
30. ↑  . itech.ifeng.com.   [2024-06-16]. （原始内容存档于2024-06-16）.
31. ↑  . تجارت نیوز. 2024-06-16  [2024-06-16]. （原始内容存档于2022-04-23） （波斯语）.
32. ↑  . Yahoo News. 2023-05-22  [2024-06-16]. （原始内容存档于2024-06-16） （中文（臺灣））.
33. ↑  . 東方網 馬來西亞東方日報. 2024-04-20  [2024-06-16]. （原始内容存档于2024-06-16） （中文（简体））.
34. ↑  . 美国之音. 2023-11-14  [2024-06-16]. （原始内容存档于2023-11-16） （中文）.
35. ↑  . www.guancha.cn.   [2024-06-16]. （原始内容存档于2024-06-16）.
36. ↑  . www.c114.com.cn.
37. ↑  . RFI - 法国国际广播电台. 2020-10-09  [2024-06-16]. （原始内容存档于2024-06-16） （中文（简体））.
38. ↑  . dw.com.   [2024年6月16日]. （原始内容存档于2021年3月19日） （中文）.
39. ↑  . www.guancha.cn.   [2024-06-16]. （原始内容存档于2024-06-16）.
40. ↑  . 希望之声 www.soundofhope.org. 2021-07-21  [2024-06-16]. （原始内容存档于2024-06-16） （中文（中国大陆））.
41. ↑  . finance.sina.com.cn. 2021-11-21  [2024-06-16]. （原始内容存档于2024-06-16）.
42. ↑  . www.sohu.com.
43. ↑  . www.menglar123.com.
44. ↑  . www.shangbao.com.ph.   [2024-06-16]. （原始内容存档于2024-06-16）.
45. ↑  . 美国之音. 2022-12-13  [2024-06-16]. （原始内容存档于2022-12-20） （中文）.
46. ↑  . dw.com.   [2024年6月16日]. （原始内容存档于2024年6月16日） （中文）.
47. ↑  . Газета.uz.   [2024-06-16]. （原始内容存档于2022-02-11） （俄语）.
48. ↑  . 美国之音. 2023-03-02  [2024-06-16]. （原始内容存档于2024-06-16） （中文）.
49. ↑  . dw.com.   [2024年6月16日]. （原始内容存档于2024年6月16日） （中文）.
50. ↑  . 星洲网 Sin Chew Daily Malaysia Latest News and Headlines. 2023-05-11  [2024-06-16]. （原始内容存档于2024-06-16） （中文（中国大陆））.
51. ↑  . RFI - 法国国际广播电台. 2023-03-10  [2024-06-16]. （原始内容存档于2023-04-08） （中文（简体））.
52. ↑  . 美国之音. 2023-03-11  [2024-06-16]. （原始内容存档于2024-06-16） （中文）.
53. ↑  . 俄罗斯卫星通讯社. 20230307T0134+0800  [2024-06-16]. （原始内容存档于2024-06-16） （中文）.
54. ↑  . 俄罗斯卫星通讯社. 20230329T1537+0800  [2024-06-16]. （原始内容存档于2024-06-16） （中文）.
55. ↑  . 美国之音. 2023-03-25  [2024-06-16]. （原始内容存档于2024-06-16） （中文）.
56. 1 2  . RFI - 法国国际广播电台. 2024-05-15  [2024-06-16]. （原始内容存档于2024-06-16） （中文（简体））.
57. ↑  . 中國報 China Press. 2023-04-22  [2024-06-16]. （原始内容存档于2024-06-16） （中文（中国大陆））.
58. ↑  . www.plchinese.com.   [2024-06-16]. （原始内容存档于2024-06-16）.
59. ↑  . MaltaToday.com.mt.   [2024-06-16]. （原始内容存档于2023-07-26） （英语）.
60. ↑  . aiig.tsinghua.edu.cn.   [2024-06-16]. （原始内容存档于2024-06-16）.
61. ↑  . Yahoo News. 2023-03-22 （中文（臺灣））.
62. ↑  中央通訊社. . 中央社 CNA. 2022-03-07  [2025-01-23]. （原始内容存档于2022-03-07） （中文（臺灣））.
63. ↑  . Twitter. 2022-03-07  [2025-01-23]. （原始内容存档于2024-08-27）.
64. ↑  Castle, Stephen. . 纽约时报中文网. 2023-03-17  [2024-06-16]. （原始内容存档于2024-06-16） （zh-cmn-hans）.
65. ↑  ICI.Radio-Canada.ca, Zone Politique-. . Radio-Canada.ca. 2023-02-28  [2024-06-16]. （原始内容存档于2024-06-16） （加拿大法语）.
66. ↑  . www.uschinapress.com.   [2024-06-16]. （原始内容存档于2024-06-16）.
67. ↑  . www.163.com. 2023-02-23  [2024-06-16]. （原始内容存档于2024-06-16）.
68. ↑  . RFI - 法国国际广播电台. 2023-08-17  [2024-06-16]. （原始内容存档于2023-11-27） （中文（简体））.
69. ↑  . 美国之音. 2023-05-18  [2024-06-16]. （原始内容存档于2024-06-16） （中文）.
70. ↑  . 星洲网 Sin Chew Daily Malaysia Latest News and Headlines. 2023-12-01  [2024-06-16]. （原始内容存档于2024-06-16） （中文（中国大陆））.
71. ↑  . www.zaobao.com.sg.   [2024-06-16]. （原始内容存档于2024-06-16） （中文（简体））.
72. ↑  . BBC News 中文.   [2024-06-16]. （原始内容存档于2024-04-01） （中文（简体））.
73. ↑  . finance.sina.cn. 2024-04-21  [2024-06-16]. （原始内容存档于2024-06-16）.
74. ↑  . 美国之音. 2024-04-24  [2024-06-16]. （原始内容存档于2024-06-16） （中文）.
75. ↑  . military.cnr.cn.   [2024-06-16]. （原始内容存档于2024-06-16）.
76. ↑  . 中央通訊社. 2024-12-07  [2024-12-07]. （原始内容存档于2024-12-20）.
77. ↑  . 美國之音. 2024-12-07  [2024-12-07]. （原始内容存档于2024-12-23）.
78. ↑  . 每日经济新闻网. 2025-1-19  [2025-01-19]. （原始内容存档于2025-01-20）.
79. ↑  . 新华社.   [2025-01-19]. （原始内容存档于2025-01-23）.
80. ↑  . 美国之音. 2025-01-19  [2025-01-19]. （原始内容存档于2025-01-21） （中文）.
81. ↑  . www.news.cn.   [2025-01-20]. （原始内容存档于2025-01-23）.
82. ↑  周岳翔. . 联合早报. 2025-02-14  [2025-02-14].
83. ↑  . world.people.com.cn.   [2024-06-16]. （原始内容存档于2024-06-16）.
84. ↑  . ciss.tsinghua.edu.cn.   [2024-06-16]. （原始内容存档于2024-06-16）.
85. ↑  Greco, Aaron Glasserman & Monica. . Project Syndicate. 2024-03-21  [2024-06-16]. （原始内容存档于2024-06-16） （中文）.
86. ↑  . m.mp.oeeee.com.   [2024-06-16]. （原始内容存档于2024-06-16）.
87. ↑  Sunny, Wang. . 希望之聲澳洲生活台. 2023-03-16  [2024-06-16]. （原始内容存档于2024-06-16）.
88. ↑  . RFI - 法国国际广播电台. 2023-04-04  [2024-06-16]. （原始内容存档于2024-06-16） （中文（简体））.
89. ↑  . 聯合新聞網.   [2024-06-16]. （原始内容存档于2024-07-10） （中文（臺灣））.
90. ↑  . 美国之音. 2023-03-17  [2024-06-16]. （原始内容存档于2024-06-16） （中文）.
91. ↑  . www.zaobao.com.sg.   [2024-06-16]. （原始内容存档于2024-06-16） （中文（简体））.
92. ↑  . 格局新闻网. 2023-03-02  [2024-06-16]. （原始内容存档于2024-06-16） （中文（中国大陆））.